# Европейски път E43
Европейски път Е43 е европейски автомобилен маршрут от категория А, свързващ Дортмунд, Германия и Алтдорф, Швейцария.
Е43 е най-важният път през Алпите. След закриването през 2001 г. на автомобилния тунел Готард, Е43 е единственият маршрут през швейцарските Алпи.
В северната си част Е43 се свързва с път Е45, който преминава през Швеция, Дания и Германия. На юг продължение на Е43 е Е35, който води до Централна Италия.
Най-високата точка на маршрута е 6,6-километровия тунел Сан Бернардино.

## Маршрут
- Германия: Швайнфурт – Вюрцбург – Ротенбург об дер Таубер – Фойхтванген – Елванген – Аален – Хайденхайм ан дер Бренц – Улм – Меминген – Лойткирх – Линдау —
- Австрия: Брегенц —
- Швейцария: Санкт Гален – Санкт Маргретен – Кур – Белиндзона

Е43 е свързан със следните маршрути:
| - E41 - E45 - E50 - E52 | - E532 - E54 - E60 - Е35 |